# Hessische Film- und Medienakademie

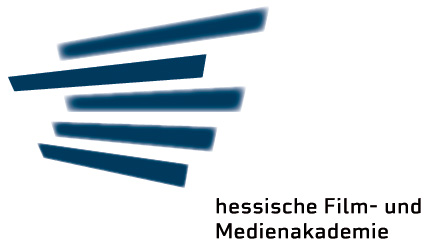
Das offizielle Logo der hFMA

Die hessische Film- und Medienakademie (hFMA) ist ein Netzwerk der Fachbereiche Film und Medien der hessischen Hochschulen. Sie hat ihren Sitz an der Hochschule für Gestaltung in Offenbach am Main.

## Geschichte und Aktivitäten
Die hessische Film- und Medienakademie wurde im Oktober 2007 gegründet. 13 hessische Universitäten und Hochschulen, die sich unter diesem Namen und auf Initiative des Hessischen Ministeriums für Wissenschaft und Kunst zusammengefunden haben, wollen damit Qualitätssteigerung im Bereich der Lehre, Forschung und Produktion, sowie eine bessere Verknüpfung mit der regionalen und überregionalen Film- und Medienbranche erreichen.
Entscheidende Aktivitäten der hFMA sind: hochwertige, zusätzliche Verbundprojekte verschiedener Studiengänge zu initiieren und in Kooperation mit Branchenvertretern zu realisieren, die verstärkte Präsentation von hessischem Film- und Medienschaffen, sowie Informationen über Studienangebote mittels der Website bereitzustellen.

## Mitglieder
Die Mitglieder der hessischen Film- und Medienakademie (hFMA) sind:
- Kunsthochschule Kassel
- Justus-Liebig-Universität Gießen
- Technische Hochschule Mittelhessen
- Philipps-Universität Marburg
- Hochschule Fulda
- Hochschule RheinMain
- Johann Wolfgang Goethe-Universität Frankfurt am Main
- Hochschule für Musik und Darstellende Kunst Frankfurt am Main
- Staatliche Hochschule für Bildende Künste – Städelschule, Frankfurt am Main
- Hochschule für Gestaltung Offenbach am Main
- Hochschule Darmstadt
- Frankfurt University of Applied Sciences
- Technische Universität Darmstadt

Das Präsidium der hFMA setzt sich seit 2023 zusammen aus Bernd Kracke, Präsident der HfG Offenbach am Main, Sabine Breitsameter von der Hochschule Darmstadt und Rüdiger Pichler von der Hochschule RheinMain. Die Geschäftsführung obliegt seit 2008 Anja Henningsmeyer.